# Jean-Claude Juncker
Jean-Claude Juncker (ur. 9 grudnia 1954 w Redange-sur-Attert) – luksemburski polityk i prawnik, w latach 1995–2013 premier Luksemburga, w latach 1984–2013 członek rządu luksemburskiego. Przewodniczący Komisji Europejskiej w latach 2014–2019.

## Życiorys

### Wykształcenie i działalność do 1995
Ukończył szkołę średnią Lycée Michel Rodange, następnie studia prawnicze na Uniwersytecie w Strasburgu. Uzyskał uprawnienia zawodowe w ramach krajowego samorządu prawniczego, zajął się jednak działalnością polityczną w ramach Chrześcijańsko-Społecznej Partii Ludowej (CSV). Był sekretarzem parlamentarnym tego ugrupowania. W 1984 po raz pierwszy uzyskał mandat posła do Izby Deputowanych. Od tego czasu skutecznie ubiegał się o reelekcję w kolejnych wyborach krajowych, w tym także w 2013.
Również od 1984 nieprzerwanie wchodzi w skład kolejnych rządów. W trzech gabinetach Jacques’a Santera pełnił funkcję ministra pracy, a następnie od lipca 1989 do stycznia 1995 ministra finansów i ministra pracy. W 1990 przejął kierownictwo partii chadeckiej, zastępując Jeana Spautza.

### Premier Luksemburga

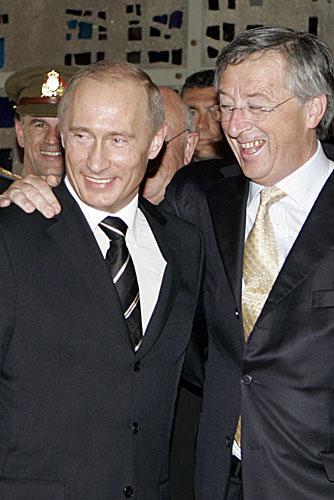
Władimir Putin i Jean-Claude Juncker, 2007

20 stycznia 1995 stanął na czele luksemburskiego rządu, kontynuując koalicję z Luksemburską Socjalistyczną Partią Robotniczą (LSAP), której jeden z liderów Jacques Poos pozostał wicepremierem. Jean-Claude Juncker kontynuował jednocześnie pracę jako minister finansów oraz pracy i zatrudnienia. W tym samym roku zrezygnował z przywództwa w CSV (funkcję tę przejęła Erna Hennicot-Schoepges). Po zwycięstwie chadeków w 1999 ponownie stanął na czele gabinetu (przy zachowaniu teki ministra finansów), tym razem współtworzonego przez Partię Demokratyczną (wicepremierem została Lydie Polfer). Doprowadził tym samym do zakończenia współpracy z LSAP trwającej łącznie 15 lat.
W 2004 po słabym wyniku wyborczym demokratów odnowił koalicję z socjalistami (na stanowisko zastępcy powołał Jeana Asselborna), po raz trzeci obejmując urząd premiera wraz z resortem finansów. W 2005 przed referendum dotyczącym tzw. eurokonstytucji publicznie zadeklarował rezygnację w przypadku jej odrzucenia (ostatecznie za jej przyjęciem opowiedziało się około 57% głosujących).
W wyborach w 2009 partia chrześcijańsko-społeczna odnotowała najlepszy wynik od 45 lat, Jean-Claude Juncker po raz czwarty został premierem, przejmując też ministerstwo skarbu. 11 lipca 2013 przedłożył swoją rezygnację wielkiemu księciu Henrykowi. Doszło do tego na skutek utraty poparcia ze strony koalicyjnych socjalistów Aleksa Bodry’ego w związku z ujawnionym w raporcie parlamentarnym skandalem korupcyjnym w służbach specjalnych Service de Renseignement de l’Etat i brakiem w ocenie koalicjanta wyciągnięcia przez premiera konsekwencji wobec kierownictwa SREL. Pozostał na czele rządu, rozpisując jednak przedterminowe wybory, w których CSV ponownie odniosła zwycięstwo.
Pomimo wygranej chadeków partia ta znalazła się w opozycji. Nową koalicję zawiązali demokraci, socjaliści i zieloni. 4 grudnia 2013 nowym premierem został Xavier Bettel.

### Przewodniczący Komisji Europejskiej

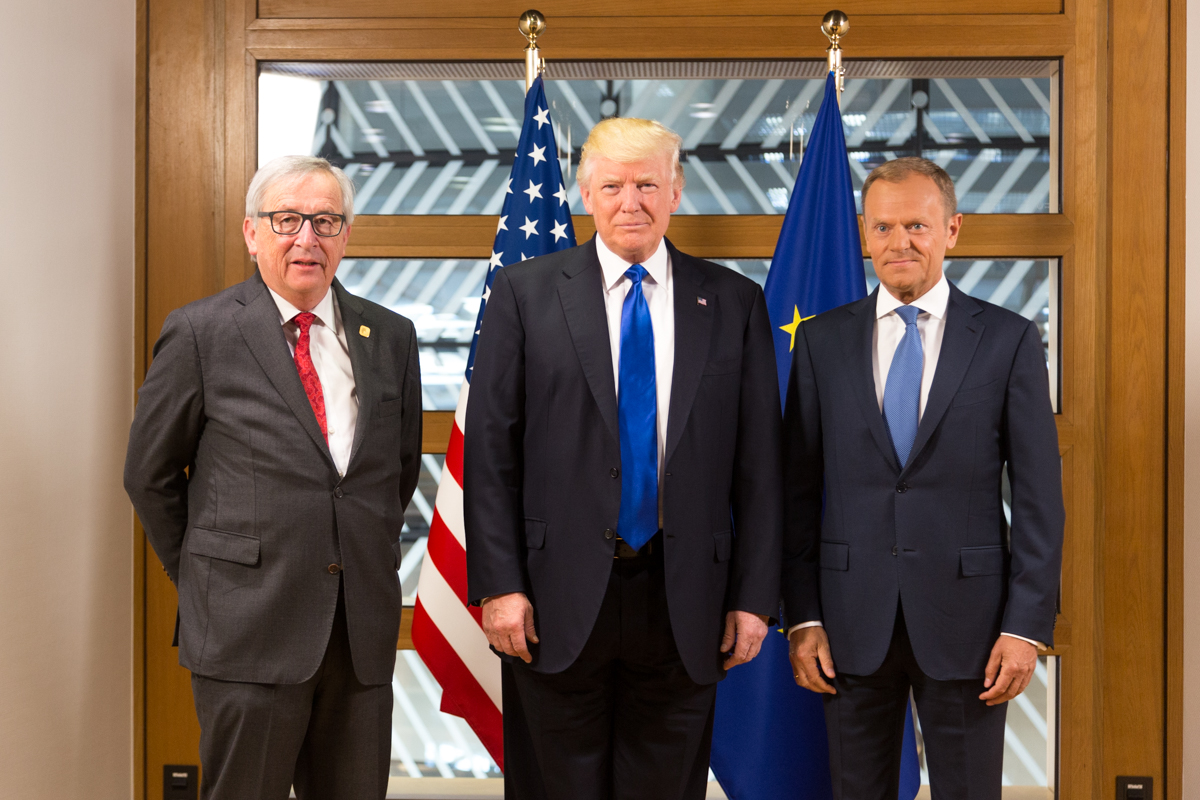
Od prawej: przewodniczący Rady Europejskiej Donald Tusk, prezydent Stanów Zjednoczonych Donald Trump i przewodniczący Komisji Europejskiej Jean-Claude Juncker, 2017

7 marca 2014 na kongresie Europejskiej Partii Ludowej został oficjalnym kandydatem EPP na nowego przewodniczącego Komisji Europejskiej. 27 czerwca 2014 nominowany do objęcia tego stanowiska. 15 lipca 2014 Parlament Europejski wybrał go na ten urząd.
22 października 2014 Parlament Europejski przy 423 głosach za, 209 przeciw i 67 wstrzymujących się zaaprobował zaproponowany przez Jean-Claude’a Junckera skład Komisji Europejskiej. Rozpoczął urzędowanie 1 listopada 2014. Wkrótce po objęciu funkcji media obiegła tzw. afera LuxLeaks, związana z systemem obchodzenia podatków w Luksemburgu w okresie premierostwa Jeana-Claudea Junckera. Członkowie eurosceptycznej frakcji Europa Wolności i Demokracji Bezpośredniej złożyli wniosek o wotum nieufności wobec przewodniczącego KE, który został zdecydowaną większością głosów odrzucony. Uwagę medialną wywołało także jego zachowanie w trakcie spotkania w Rydze z 22 maja 2015. Wówczas to doszło do incydentów m.in. z udziałem Aleksisa Tsiprasa, któremu przewodniczący KE przymierzał swój krawat, Karla-Heinza Lambertza, którego klepał po brzuchu i zwracał uwagę na jego nadwagę, Charles’a Michela, którego całował w łysinę, a także Viktora Orbána, którego określił mianem dyktatora. Urzędowanie na stanowisku przewodniczącego KE zakończył 30 listopada 2019.

## Odznaczenia i wyróżnienia

### Ordery i odznaczenia
- 1985: Kawaler Orderu Sztuki i Literatury (Francja)
- 1988: Krzyż Wielki Orderu Zasługi Wielkiego Księstwa Luksemburga (Luksemburg)
- 1988: Krzyż Wielki Orderu Infanta Henryka (Portugalia)
- 1996: Krzyż Wielki Orderu Zasługi (Norwegia)[15]
- 2002: Wielki Oficer Legii Honorowej (Francja)
- 2003: Krzyż Wielki Orderu Gwiazdy Rumunii (Rumunia)
- 2005: Krzyż Wielki Orderu Chrystusa (Portugalia)
- 2006: Order Trzech Gwiazd III klasy (Łotwa)[16]
- 2007: Krzyż Wielki Orderu Izabeli Katolickiej (Hiszpania)
- 2007: Krzyż Wielki Orderu Zasługi Republiki Włoskiej (Włochy)
- 2008: Order Amílcara Cabrala I klasy (Republika Zielonego Przylądka)
- 2010: Łańcuch Orderu Pro Merito Melitensi (Zakon Maltański)
- 2010: Wielka Złota na Wstędze Odznaka Honorowa za Zasługi dla Republiki Austrii (Austria)[17]
- 2010: Order Zasługi Saary[18]
- 2011: Order Zasługi Badenii-Wirtembergii[19]
- 2011: Order Zasługi Nadrenii-Palatynatu
- 2013: Krzyż Wielki Orderu Zbawiciela (Grecja)[20]
- 2013: Krzyż Wielki Orderu Zasługi Republiki Federalnej Niemiec (Niemcy)[21]
- 2013: Krzyż Wielki Orderu Witolda Wielkiego (Litwa)[22]
- 2014: Order „Przyjaźń” I klasy (Kazachstan)
- 2019: Order Księcia Jarosława Mądrego I klasy (Ukraina)[23]
- 2020: Wielka Wstęga Orderu Wschodzącego Słońca (Japonia)[24]

### Nagrody i wyróżnienia
- 2006: Nagroda Karola Wielkiego